# Oospila delphinata
Oospila delphinata är en fjärilsart som beskrevs av W. Warren 1900. Oospila delphinata ingår i släktet Oospila och familjen mätare. Inga underarter finns listade i Catalogue of Life.